# Mezinárodní společenství skautů a skautek
Mezinárodní společenství skautů a skautek (ISGF, anglicky International Scout and Guide Fellowship) je celosvětová organizace dospělých skautů na podporu skautingu, kteří chtějí posílit dialog mezi komunitami prostřednictvím komunitně zaměřených projektů na celém světě.
ISGF je otevřen pro bývalé členy WAGGGS, WOSM a dospělým, kteří neměli možnost být skauty nebo aktivními vůdci Skautů, ale věří ve Skautské ideály.
Organisace byla vytvořena v roce 1953 pod jménem International Fellowship of Former Scouts and Guides (IFOFSAG).
ISGF je podporováno WOSM a WAGGGS, a má členy ve 63 zemích. Dále má členy v Central Branch (jednotlivý členové nebo skupiny) ve 38 zemích.